# Bill Rowling
Sir Wallace Edward Rowling KCMG PC (Motueka, 15 de noviembre de 1927 - Nelson, 31 de octubre de 1995), conocido comúnmente como Bill Rowling, fue un político neozelandés, trigésimo primer ministro de Nueva Zelanda de 1974 a 1975. Ocupó el cargo de líder parlamentario del Partido Laborista.
Rowling era profesor de economía cuando entró en política; se convirtió en miembro del Parlamento de Nueva Zelanda en una elección parcial de 1962. Se desempeñaba como Ministro de Finanzas (1972–1974) cuando fue nombrado Primer Ministro después de la muerte del muy popular Norman Kirk. Los esfuerzos de su gobierno laborista para recuperar la economía terminaron con una sorpresiva victoria del Partido Nacional en noviembre de 1975. Rowling continuó liderando el Partido Laborista, pero perdió dos elecciones generales más. Al retirarse del liderazgo del partido en 1983, fue nombrado caballero. Se desempeñó como embajador en los Estados Unidos de 1985 a 1988.
Falleció víctima de un cancer en octubre de 1995.